# Anarthria humilis
Anarthria humilis är en gräsväxtart som beskrevs av Christian Gottfried Daniel Nees von Esenbeck. Anarthria humilis ingår i släktet Anarthria och familjen Anarthriaceae. Inga underarter finns listade i Catalogue of Life.